# 巨尾魚
巨尾魚為輻鰭魚綱仙女魚目巨尾魚亞目巨尾魚科的一種，分布於全球各大洋熱帶海域，體長可達15.6公分，棲息在中層水域，屬肉食性，生活習性不明。

## 擴展閱讀
維基物種上的相關：巨尾魚